# Ain't It Funny (remix)
Ain't It Funny (remix) je první píseň ze třetího alba Jennifer Lópezové nazvaného J to tha L-O!: The Remixes. S písní ji pomohla dvojice rapperů Ja Rule a Caddilac Tah.

## Popis
Píseň vyšla v roce 2002 a dosáhla až na číslo jedna amerického singlového žebříčku, čímž se tato píseň stala třetím číslem jedna v USA.
Kolem refrénu této písně vznikla řada spekulací, které tvrdily, že refrén nezpívá Jennifer Lópezová nýbrž zpěvačka Ashanti.
Originální verze této písně vyšla v roce 2001 a byla zařazena na předchozí album López nazvané J. Lo. Tato píseň byla použita i pro soundtrack k filmu Svatby podle Mary.
Po úspěchu s písní I'm Real se Lópezová a Ja Rule rozhodli v další spolupráci pokračovat. Do remixové podoby písně Ain't It Funny použili samply z písně Flava In Ya Ear, která vyšla v roce 1994.

## Umístění ve světě
| Hitparáda               | Umístění |
| ----------------------- | -------- |
| USA - Billboard Hot 100 | 1        |
| Velká Británie          | 4        |
| Kanada                  | 12       |
| Švýcarsko               | 7        |
| Nizozemsko              | 10       |
| Německo                 | 18       |
| Brazílie                | 1        |
| Světová hitparáda       | 1        |

| Prodejnost | Počet  |
| ---------- | ------ |
| Celkem     | 35,000 |